# Gottlieb Göttlich
Gottlieb Göttlich (* 6. März 1798 in Leuba als Marie Rosine; † Oktober 1857) war eine deutsche intergeschlechtliche Person (nach damaligem Sprachgebrauch ein Hermaphrodit), die im 19. Jahrhundert zu einer medizinischen Sensation wurde.

## Leben
Göttlich wurde 1798 im sächsischen Leuba, heute Teil von Ostritz, geboren. Bei der Geburt wurde Göttlichs Geschlecht als weiblich angenommen und sie erhielt den Namen Marie Rosine. So lebte Göttlich die ersten drei Jahrzehnte als Frau. Aufgrund starker Schmerzen im Bauchbereich kam es 1832 zu einer genauen Untersuchung durch Professor Friedrich Tiedemann von der Ruprecht-Karls-Universität Heidelberg. Dieser verkündete, dass Göttlich ein Mann sei, dessen Genitalien fehlgebildet seien. Nun änderte Göttlich den Vornamen auf Gottlieb und begann männliche Kleidung zu tragen und mit einer männlichen Identität zu leben. Er erhielt einen neuen Pass und begann, durch Europa zu reisen. Gegen ein Honorar ließ er sich von medizinischem Personal untersuchen. Er besuchte zahlreiche Städte, insbesondere auf dem Gebiet des Deutschen Bundes und Großbritanniens. Auf diese Weise kam er zu Bekanntheit und einem guten Einkommen. Angebote für einen chirurgischen Eingriff zu einer Geschlechtsangleichung lehnte Göttlich mit Verweis auf sein Geschäftsmodell stets ab. Einigen Quellen zufolge litt Göttlich an einer extremen Form der Hypospadie.